# Chersonesometrus bastawadei
Espèce
Chersonesometrus bastawadei est une espèce de scorpions de la famille des Scorpionidae.

## Distribution
Cette espèce est endémique du Karnataka en Inde. Elle se rencontre dans le district de Bagalkote.

## Description
La femelle holotype mesure 112,1 mm, les femelles mesurent de 99,8 à 114,9 mm.

## Étymologie
Cette espèce est nommée en l'honneur de Deshbhushan B. Bastawade.

## Publication originale
- Prendini & Loria, 2020 : « Systematic revision of the Asian Forest Scorpions (Heterometrinae simon, 1879), revised suprageneric classification of Scorpionidae Latreille, 1802, and revalidation of Rugodentidae Bastawade et al., 2005. » Bulletin of the American Museum of Natural History, no 442, p. 1-480 (texte intégral).